# Greatest Hits (A*Teens)
Greatest Hits è un album di raccolta del gruppo svedese A*Teens, pubblicato nel 2004.

## Tracce
1. Mamma Mia – 3:43
2. Upside Down – 3:13
3. Gimme! Gimme! Gimme! (A Man After Midnight) – 3:54
4. Floorfiller – 3:12
5. Dancing Queen – 3:48
6. A Perfect Match [Single Mix] – 3:00
7. ...to the Music – 3:20
8. Halfway Around the World – 3:38
9. Sugar Rush – 3:02
10. Super Trouper – 3:50
11. Heartbreak Lullaby [Ballad Version] – 4:08
12. Can't Help Falling in Love – 3:04
13. Let Your Heart Do All the Talking – 3:24
14. The Final Cut – 3:20
15. With or Without You – 3:03
16. I Promised Myself – 3:31

## Formazione
- Dhani Lennevald
- Marie Serneholt
- Amit Sebastian Paul
- Sara Lumholdt